# Overgangsklasse (voetbal)
De Overgangsklasse in de voetballerij is een competitie die qua niveau tussen twee andere competities in zit.

## NVB
Bij de landelijke Nederlandse Voetbalbond (NVB) zijn er vier seizoenen op rij sprake geweest van een Overgangsklasse: In de seizoenen 1919/20 tot en met 1922/23. Deze overgangsklasse lag tussen de Eerste klasse en de Tweede klasse in en vormde in feite dus eigenlijk de Anderhalfste klasse.
De Overgangsklasse was alleen in het district I (westelijk Nederland). In de overige drie districten van de NVB is er in die periode geen sprake geweest van een Overgangsklasse.

### Voorafgaand
Het ontstaan van de overgangsklasse bij de NVB kwam nadat er in het seizoen 1917/18 twee competities Eerste klasse werden opgezet in het district I. De aanleiding voor een tweede competitie was door de groei van het aantal voetbalclubs er behoefte was aan meer mogelijkheden om op het hoogste niveau te kunnen spelen. Het bijkomende voordeel was dat er dan ook een extra club mee kon doen aan de kampioenscompetitie.
Echter in die tijd domineerde in West-Nederland vooral de voetbalclubs waar de "rijkere" mensen speelden en zij waren geen voorstander van deze tweede extra competitie, omdat zij liever niet tegen de "armere" mensen wilden spelen, die in hun ogen niet zo goed voetbal konden spelen. Omdat de clubs die in de Eerste klasse in het seizoen 1916/17 speelden dreigde met afscheiding van de NVB, werd er besloten om de nieuwe Eerste klasse clubs in competitie 1B te laten spelen. In competitie 1A speelden dan de clubs die voor die tijd ook al in de Eerste klasse speelde.
De winnaar van competitie 1A als van 1B speelden samen met de winnaars van de drie andere Eerste klasse competities uit de overige drie districten samen nog een kampioenscompetitie om te bepalen wie zich tot beste club van Nederland mocht bekronen. 

### Periode Overgangsklasse
Na het tweede seizoen met twee competities in de Eerste klasse, werd besloten om van competitie 1B een Overgangscompetitie te maken. AFC mocht omdat zij kampioen waren geworden in 1B wel blijven in de Eerste klasse. Alle andere clubs degradeerden naar de Overgangsklasse.
Door deze nieuwe klasse kwam het aantal Eerste klasse competities weer uit op vier. De winnaar van de Overgangsklasse zou niet meer spelen om het landskampioenschap, maar zou samen met de nummer twee uit de competitie promoveren naar de Eerste klasse.
De drie slechtste clubs uit de Overgangsklasse degradeerden naar de Tweede klasse.

### Einde Overgangsklasse
Doordat het aantal voetbalclubs in Nederland nog steeds flink groeide en de NVB meer gelijkheid wilde in het voetbal werd besloten vanaf het seizoen 1923/24 een vijfde district op te richten. In dit district II (later West II) kwamen in eerste instantie nog clubs uit geheel westelijk Nederland en dat gebeurde bij het district I ook. Pas later werden de twee districten geografisch meer van elkaar gescheiden.
Door de oprichting van dit extra district was een Overgangsklasse niet meer nodig. De clubs die voorheen in de Overgangsklasse zaten speelden nu gemengde competities met de clubs die voorheen in de Eerste klasse zaten.
Bij het laatste seizoen van de overgangsklasse in 1922/23 konden in totaal 8 clubs promoveren naar de Eerste klasse, waarvan de nummer 1 tot en met 6 uit de Overgangsklasse. De nummers 7, 8 en 9 uit de Overgangsklasse speelden samen met de 3 kampioenen uit de Tweede klasse nog een competitie voor de 2 overige plaatsen.
Hierdoor zouden in het seizoen 1923/24 in beide Eerste klasse competities 10 clubs bevinden.

### Eindstanden

#### 1919/20
| #  | Club        | Ges | W  | G | V  | Pnt | DV | DT | DS  |
| -- | ----------- | --- | -- | - | -- | --- | -- | -- | --- |
| 1  | VVA         | 22  | 13 | 6 | 3  | 32  | 42 | 27 | +15 |
| 2  | De Spartaan | 22  | 13 | 4 | 5  | 30  | 40 | 18 | +22 |
| 3  | Feyenoord   | 22  | 12 | 1 | 9  | 25  | 48 | 40 | +8  |
| 4  | WFC         | 22  | 9  | 5 | 8  | 23  | 47 | 34 | +13 |
| 5  | Stormvogels | 22  | 8  | 6 | 8  | 22  | 29 | 42 | -13 |
| 6  | Hermes DVS  | 22  | 8  | 5 | 9  | 21  | 41 | 34 | +7  |
| 7  | RFC         | 22  | 9  | 3 | 10 | 21  | 39 | 39 | 0   |
| 8  | SVV         | 22  | 8  | 5 | 9  | 21  | 19 | 20 | -1  |
| 9  | 't Gooi     | 22  | 6  | 8 | 8  | 20  | 17 | 21 | -4  |
| 10 | Concordia   | 22  | 8  | 2 | 12 | 18  | 36 | 44 | -8  |
| 11 | VUC         | 22  | 6  | 5 | 11 | 17  | 24 | 34 | -10 |
| 12 | Hercules    | 22  | 5  | 4 | 13 | 14  | 26 | 55 | -29 |

#### 1920/21
| #  | Club        | Ges | W  | G | V  | Pnt | DV | DT | DS  |
| -- | ----------- | --- | -- | - | -- | --- | -- | -- | --- |
| 1  | Feyenoord   | 22  | 17 | 3 | 2  | 37  | 67 | 21 | +46 |
| 2  | RCH         | 22  | 14 | 6 | 2  | 34  | 47 | 17 | +30 |
| 3  | Quick       | 22  | 14 | 5 | 3  | 33  | 46 | 17 | +29 |
| 4  | DEC         | 22  | 9  | 6 | 7  | 24  | 42 | 35 | +7  |
| 5  | Stormvogels | 22  | 9  | 6 | 7  | 24  | 40 | 40 | 0   |
| 6  | ADO         | 22  | 6  | 8 | 8  | 20  | 24 | 27 | -3  |
| 7  | SVV         | 22  | 7  | 6 | 9  | 20  | 26 | 41 | -15 |
| 8  | Hermes DVS  | 22  | 6  | 7 | 9  | 19  | 23 | 31 | -8  |
| 9  | 't Gooi     | 22  | 5  | 8 | 9  | 15  | 26 | 37 | -11 |
| 10 | WFC         | 22  | 5  | 6 | 11 | 16  | 31 | 52 | -21 |
| 11 | RFC         | 22  | 3  | 6 | 13 | 12  | 27 | 41 | -14 |
| 12 | HFC         | 22  | 0  | 7 | 15 | 7   | 21 | 61 | -40 |

#### 1921/22
| #  | Club        | Ges | W  | G | V  | Pnt | DV | DT | DS  |
| -- | ----------- | --- | -- | - | -- | --- | -- | -- | --- |
| 1  | Sparta      | 22  | 13 | 7 | 2  | 33  | 45 | 28 | +17 |
| 2  | Quick       | 22  | 11 | 4 | 7  | 26  | 50 | 25 | +25 |
| 3  | 't Gooi     | 22  | 10 | 6 | 6  | 26  | 39 | 29 | +10 |
| 4  | ZFC         | 22  | 10 | 6 | 6  | 26  | 41 | 34 | +7  |
| 5  | Stormvogels | 22  | 9  | 7 | 6  | 25  | 40 | 34 | +6  |
| 6  | VUC         | 22  | 8  | 5 | 9  | 21  | 29 | 30 | -1  |
| 7  | ADO         | 22  | 6  | 9 | 7  | 21  | 32 | 35 | -3  |
| 8  | Excelsior   | 22  | 9  | 3 | 10 | 21  | 40 | 47 | -7  |
| 9  | SVV         | 22  | 8  | 4 | 10 | 20  | 25 | 35 | -10 |
| 10 | DEC         | 22  | 6  | 6 | 10 | 18  | 31 | 35 | -4  |
| 11 | Hermes DVS  | 22  | 6  | 4 | 12 | 16  | 29 | 46 | -17 |
| 12 | AFC         | 22  | 4  | 3 | 15 | 11  | 32 | 55 | -23 |

#### 1922/23
| #  | Club         | Ges | W  | G | V  | Pnt | DV | DT | DS  |
| -- | ------------ | --- | -- | - | -- | --- | -- | -- | --- |
| 1  | HFC          | 22  | 15 | 4 | 3  | 34  | 54 | 29 | +25 |
| 2  | Stormvogels  | 22  | 13 | 4 | 5  | 30  | 39 | 27 | +12 |
| 3  | Excelsior    | 22  | 13 | 2 | 7  | 28  | 41 | 30 | +11 |
| 4  | 't Gooi      | 22  | 11 | 4 | 7  | 26  | 36 | 31 | +5  |
| 5  | ZFC          | 22  | 9  | 4 | 9  | 22  | 32 | 29 | +3  |
| 6  | ODS          | 22  | 8  | 5 | 9  | 21  | 25 | 35 | -10 |
| 7  | FC Hilversum | 22  | 6  | 8 | 8  | 20  | 28 | 36 | -8  |
| 8  | De Spartaan  | 22  | 5  | 9 | 8  | 19  | 35 | 37 | -2  |
| 9  | SVV          | 22  | 6  | 7 | 9  | 19  | 22 | 26 | -4  |
| 10 | ADO          | 22  | 7  | 2 | 13 | 16  | 35 | 45 | -10 |
| 11 | VUC          | 22  | 6  | 3 | 13 | 15  | 32 | 43 | -11 |
| 12 | VVA          | 22  | 5  | 4 | 13 | 14  | 33 | 44 | -11 |

- In het seizoen 1922/23 speelden SVV, De Spartaan en FC Hilversum samen met de kampioenen uit de Tweede klasse (ASC, ZVV Zandvoort en DHC) een competitie voor twee overgebleven plaatsen in Eerste klasse. SVV en ASC wonnen deze competitie en promoveerden. De Spartaan en FC Hilversum degradeerden naar de Tweede klasse.

#### Legenda
| Kleur | Kwalificatie voor                |
| ----- | -------------------------------- |
|       | Promotie naar de Eerste klasse   |
|       | Degradatie naar de Tweede klasse |

## Overige voetbalbonden
Ook bij andere Nederlandse voetbalbonden werd de term Overgangsklasse gebruikt. Onder andere de Westfriesche Voetbalbond maakte gebruik van de Overgangsklasse. In de laatste twee seizoenen van de bond (1923/24 en 1924/25) werd er gebruik gemaakt van de Overgangsklasse. In feite kwam het bij de Westfriesche Voetbalbond op neer dat dit de Eerste klasse was aangezien zij in beide seizoenen gebruik maakten van de term Hoofdklasse en Tweede klasse, maar geen Eerste klasse.